# Diego Raúl Pozo
Diego Raúl Pozo (16 de febrer de 1978) és un futbolista argentí.

## Selecció de l'Argentina
Va formar part de l'equip argentí a la Copa del Món de 2010.